# شهرستان آنشین
شهرستان آنشین (به لاتین: Anxin County) یک منطقهٔ مسکونی در چین است که در بائودینگ واقع شده‌است. شهرستان آنشین ۷۲۶ کیلومتر مربع مساحت و ۴۲۰٬۰۰۰ نفر جمعیت دارد.